# Patti di Fossombrone

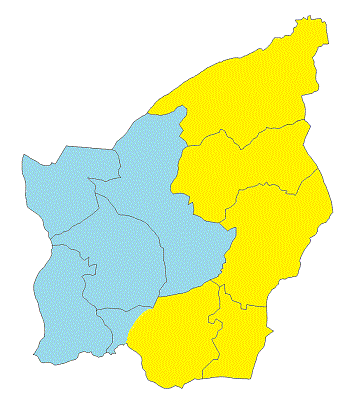
San Marino nel 1460 in azzurro e i territori occupati dai sammarinesi nel 1463

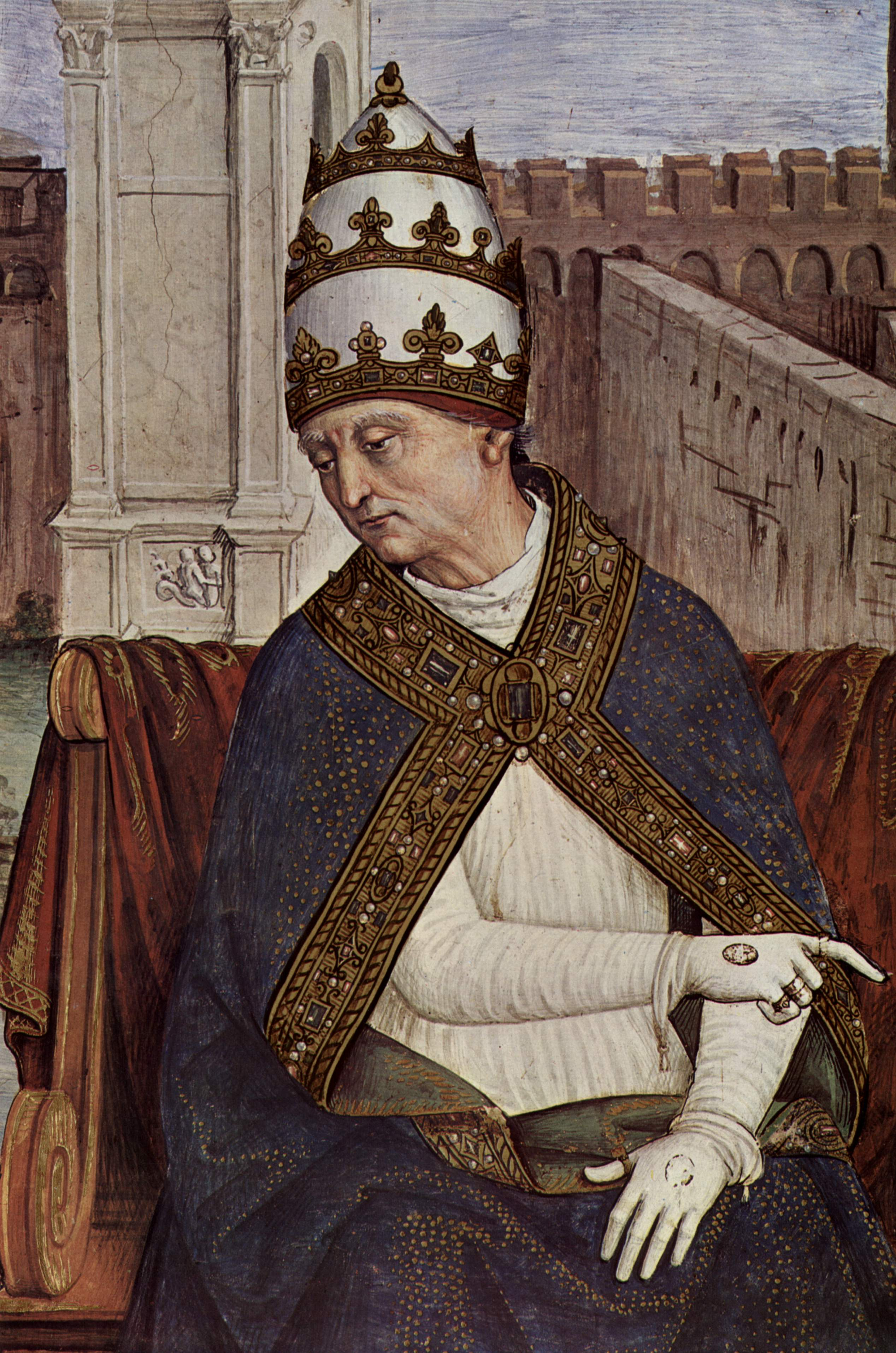
Papa Pio II, che ratificò i patti del Niccolò Forteguerri, suo legato nelle Romagne.

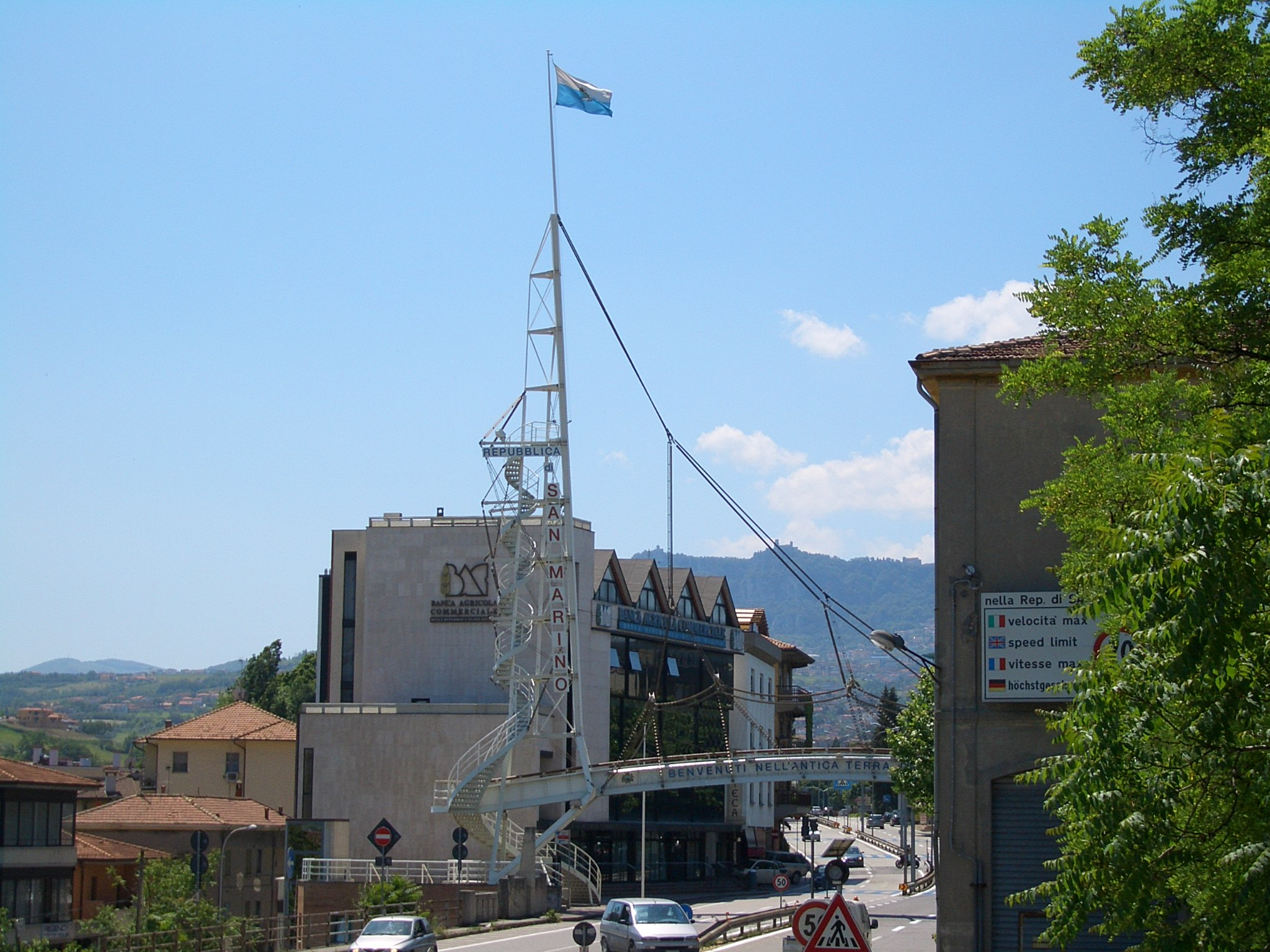
Ingresso in San Marino a Dogana, il confine è stato fissato con i patti di Fossombrone del 1463

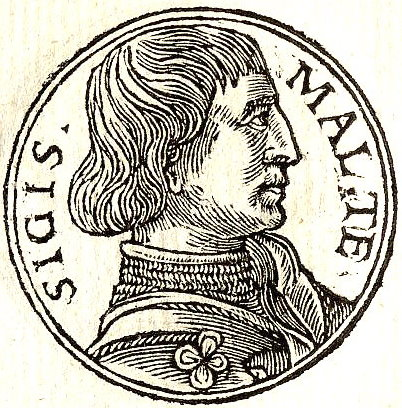
Sigismondo Pandolfo Malatesta che con i patti di Fossombrone perse molti fortilizi vicini a San Marino

I patti di Fossombrone sono dei trattati tra San Marino e lo Stato Pontificio firmati a Fossombrone (PU) il 27 giugno 1463 a conclusione della guerra sammarinese durata dal 1460 al 1463.

## Contesto storico
Tra il 1460 e il 1463 durante la guerra sammarinese, San Marino si alleò con il Ducato di Urbino con il duca Federico III da Montefeltro e con papa Pio II contro i Malatesta che minacciavano il monte Titano con i fortilizi presenti a Faetano e Fiorentino situati a pochi chilometri dalla capitale, Città di San Marino. Durante la guerra i sammarinesi occuparono tutti i fortilizi dei Malatesta che minacciavano San Marino arrivando ad occupare i territori malatestiano fino a Falciano a solo 10 chilometri da Rimini. I Malatesta guidati da Sigismondo Pandolfo invece riuscirono solo a mantenere il fortilizio di Cerasolo a protezione di Rimini.

## I patti
I  patti di Fossombrone prevedevano l'annessione a San Marino dei castelli malatestiani di Faetano, Fiorentino, Montegiardino e Serravalle, l'affrancamento dal papa e quindi la piena indipendenza oltre ad altri privilegi anche esenzioni dalle tasse. Ecco uno stralcio del trattato:

## Francobollo e annullo filatelico per il 550º anniversario dei patti
Il 7 giugno 2013 Poste Italiane ha emesso un milione di commemorativi con quattro francobolli ciascuno in onore dei  patti di Fossombrone; inoltre l'annullo filatelico è stato disponibile nell'ufficio postale di Fossombrone (PU) il giorno dell'emissione. Tutta la serie è stata stampata congiuntamente dall'Azienda autonoma di Stato filatelica e numismatica. A commento dell'emissione è stato messo in vendita un bollettino illustrativo a firma di Angelo di Stasi, del Ministero dello sviluppo economico, e Giancarlo Venturini, Segretario di stato per i rapporti con le Giunte di Castello.
Tutti i quattro francobolli dell'emissione congiunta italo-sammarinese hanno un valore di € 0,70, per un totale complessivo di € 2,80.